# Palestine (Illinois)
Palestine es una villa ubicada en el condado de Crawford en el estado estadounidense de Illinois. En el Censo de 2010 tenía una población de 1369 habitantes y una densidad poblacional de 670,78 personas por km². Se encuentra ubicada al oeste del estado, a la orilla derecha del río Wabash que la separa de Indiana.

## Geografía
Palestine se encuentra ubicada en las coordenadas 39°0′6″N 87°36′46″O / 39.00167, -87.61278. Según la Oficina del Censo de los Estados Unidos, Palestine tiene una superficie total de 2.04 km², de la cual 2.04 km² corresponden a tierra firme y (0%) 0 km² es agua.

## Demografía
Según el censo de 2010, había 1369 personas residiendo en Palestine. La densidad de población era de 670,78 hab./km². De los 1369 habitantes, Palestine estaba compuesto por el 98.03% blancos, el 0.58% eran afroamericanos, el 0.15% eran amerindios, el 0.37% eran asiáticos, el 0% eran isleños del Pacífico, el 0.15% eran de otras razas y el 0.73% pertenecían a dos o más razas. Del total de la población el 0.66% eran hispanos o latinos de cualquier raza.